# Дубхе
Дубхе (α Большой Медведицы, лат. α UMa) — вторая по блеску звезда в созвездии Большой Медведицы. Первая по видимой яркости в созвездии кратная звёздная система.

## Описание
Звезда Дубхе является двойной звездой, состоящей из компонентов А и В. Главный компонент двойной системы — оранжевый гигант спектрального класса К0III, удалённый от Земли на 122,88 световых лет и имеющий видимую звёздную величину в 1,79m. Температура звезды — 4686К, масса — 5,04 M☉ и радиус — 30R☉. Светимость около 360 L☉. Звезда сошла с главной последовательности и по мере остывания начнёт краснеть и увеличиваться в размерах. Возраст звезды точно не определён, так как звезда сошла с главной линии по космическим меркам недавно (около 300 млн лет), и спектральный анализ показывает начало горения гелия внутри звезды, поэтому в начале наблюдений в источниках она классифицировалась как G9III.
Одна из главнейших навигационных звёзд.
Второй компонент α UMa, B — звезда главной последовательности, но её параметры из-за близости к первому компоненту не могут быть точно определены. Сам объект находится на расстоянии 23 астрономических единиц от главного компонента А, орбитальный период вокруг главной звезды составляет 44,4 года. Предположительно звезда имеет спектральный класс бело-жёлтого карлика F7V, массой до 1,82 M☉ и средним возрастом 1,58 млрд лет. С учётом общей светимости двойной системы звезда может иметь светимость до 60 L☉ и температурой не менее 6500К (по средним значениям характеристик данного спектрального класса), а также видимой звёздной величиной 4,9m.
На расстоянии 6 угловых минут от звезды располагается спектрально-двойная система седьмой звездной величины, состоящая из двух звёзд с массами 1,12M☉ и 0.37M☉, обращающихся вокруг общего центра масс за 6 дней. Первый компонент имеет спектральный класс F8. Иногда эту двойную систему обозначают как альфа Большой Медведицы C, хотя она и каталогизирована под обозначением HD 95638.

## Название звезды
Имя собственное Дубхе — для альфы Большой Медведицы было утверждено Международным астрономическим союзом в июле 2016 года как основное ввиду стандартизации имён собственных всех более известных населению звёзд.
Происходит от арабского слова «медведь» - дубб, из фразы ظهر الدب الاكبر, żahr ad-dubb al-akbar, «спина большого медведя».
Де факто альфа Большой Медведицы по каталогу Байера, опубликованному в 1603 году в звёздном атласе Uranometria, была обозначена как главная звезда в созвездии по видимой яркости с видимой звёздной величиной +1,7m.